# Porxo de Santa Oliva
El portal o porxo de Santa Oliva és situat a l'inici dels carrers Santa Oliva, Garraf i Creu Reial del nucli antic d'Olesa de Montserrat. És l'últim dels antics portals que tancaven el clos de la vila d'Olesa de Montserrat vers el nord direcció Can Llimona i Puigventós.
Damunt d'aquest portal hi ha una capella edificada l'any 1675 dedicada a Santa Oliva, patrona d'Olesa de Montserrat. Cada 10 de juny s'hi fa una ofrena floral.
És situat l'inici del camí vell d'Olesa a Vacarisses i és al costat del Parc del porxo de Santa Oliva.